# Ольгинська, 2/1
Будинок № 2/1 (кам'яниця з крилатими гуріями) — колишній прибутковий будинок, розташований у Києві на розі вулиць Ольгинської, Архітектора Городецького і площі Івана Франка.
За визначенням дослідників, будинок — один із вдалих прикладів застосування в архітектурі мавританських мотивів.
Рішенням виконавчого комітету Київської міської ради народних депутатів № 159 від 27 січня 1970 року внесений у реєстр пам'яток архітектури місцевого значення.

## Історія ділянки

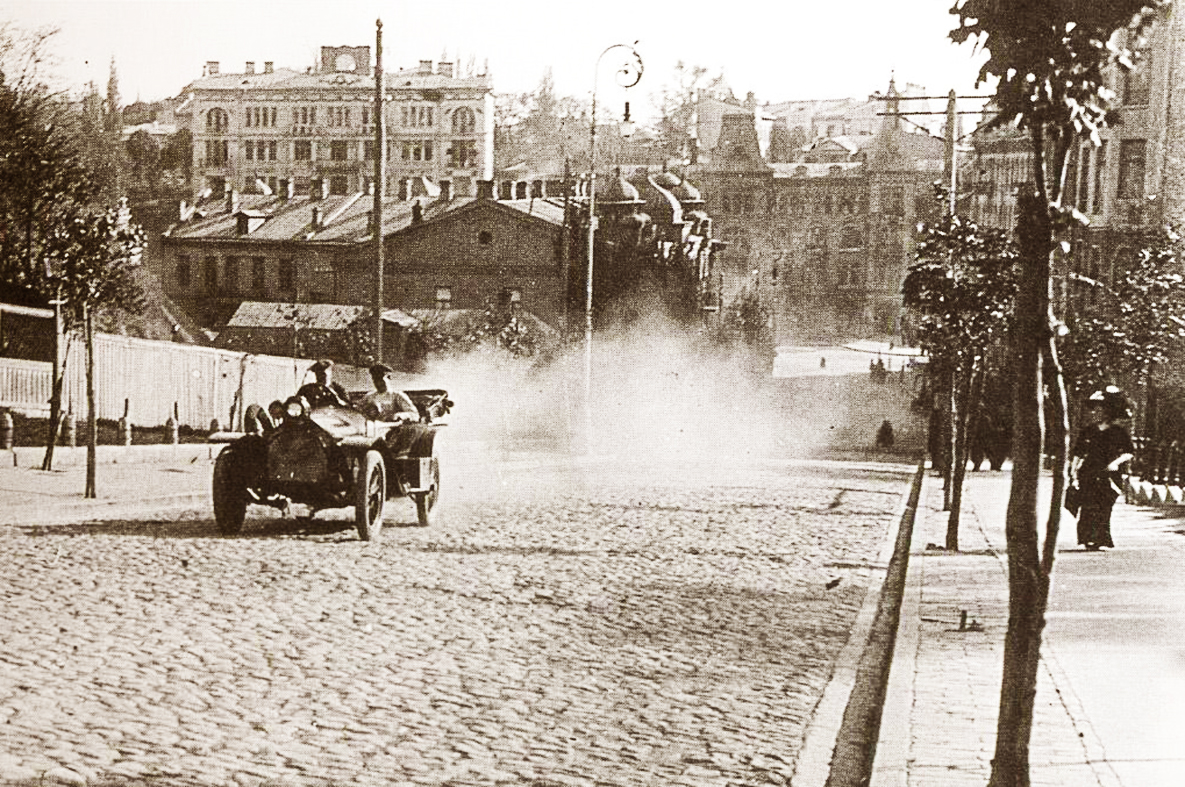
Кам'яниця № 2/1 за автомобілем «Берліє» (1912)

Станом на 1898 рік власником ділянки був купець Леон Гольдштейн.
Прибутковий будинок звели наприкінці ХІХ сторіччя, імовірно, за проєктом архітектора Миколи Яскевича.
У будинку мешкали відомі свого часу актори Гнат Юра, Дмитро Мілютенко й  Микола Яковченко. Біля входу з боку площі Івана Франка встановлена меморіальна дошка Гнатові Юрі.

## Архітектура

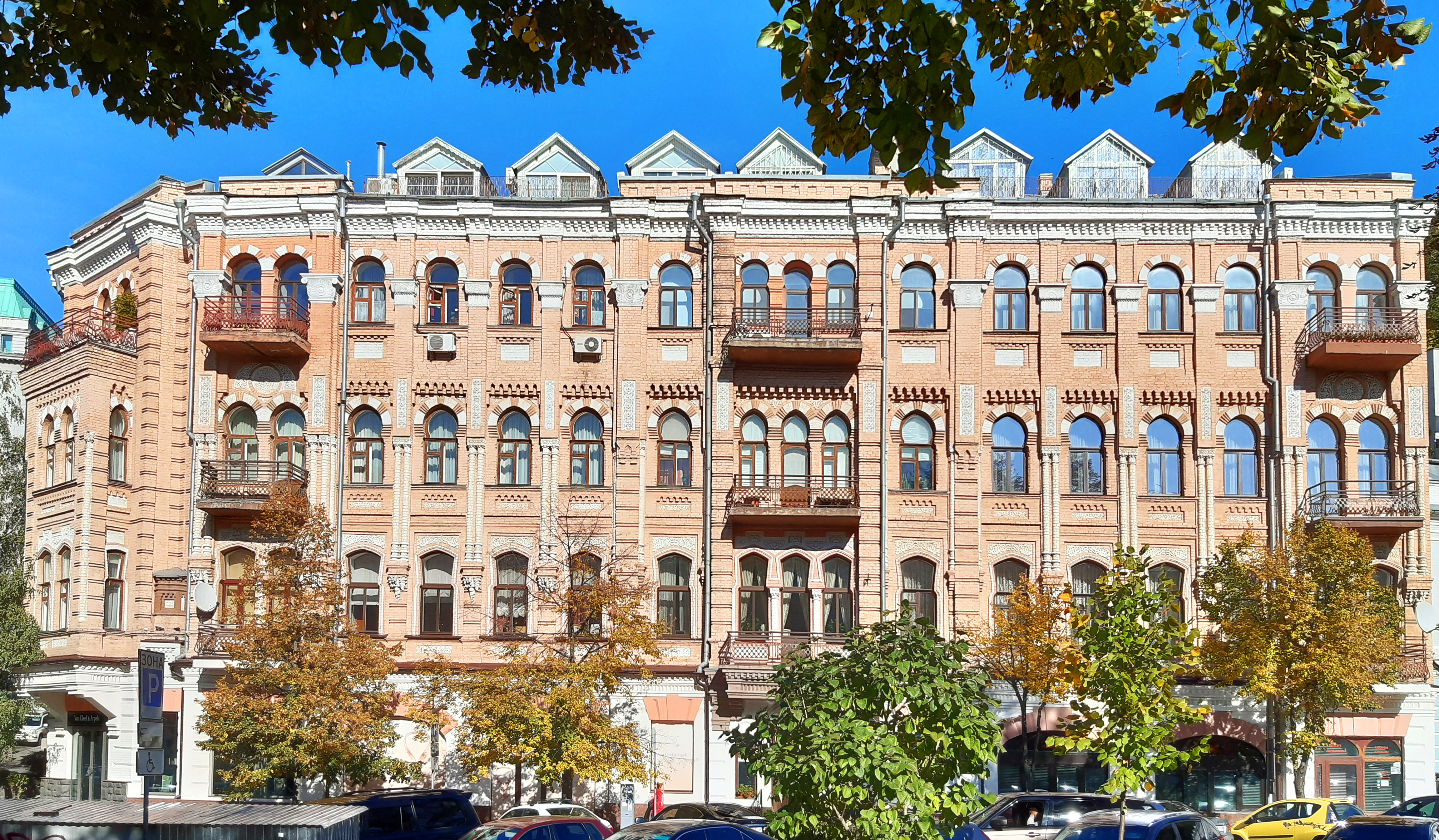
Фасад з боку площі Івана Франка

Первісно будівля була триповерховою, а згодом чотириповерховою. Цегляна, Г-подібна  у плані кам'яниця акцентована зрізаним наріжжям із прямокутним еркером і балконом на четвертому поверсі. На старих фото видно, що еркер і розкріповки завершувалися вежами, які під час добудови поверху демонтували.
У центрі кожного з бічних крил містяться парадні входи і сходи, виділені розкріповкою з потрійними віконними прорізами. Площини на другому і третьому поверхах прикрашені напівколонами витягнутими, а верхній ярус — пілястрами.
Фасади виконані в еклектичному стилі з неомавританськими елементами. Зокрема рельєфною мавританською орнаментикою оздоблені вікна з напівциркульною аркою. Під спареними напівколонами вставлені герми у вигляді крилатих гурій, що надає будівлі екзотичного вигляду.
Фасади декоровані фігурною цегляною кладкою, якою зокрема зімітували руст на першому поверсі й у міжвіконнях. Балконні та сходові огорожі прикрашені художнім металом.

## Ілюстрації

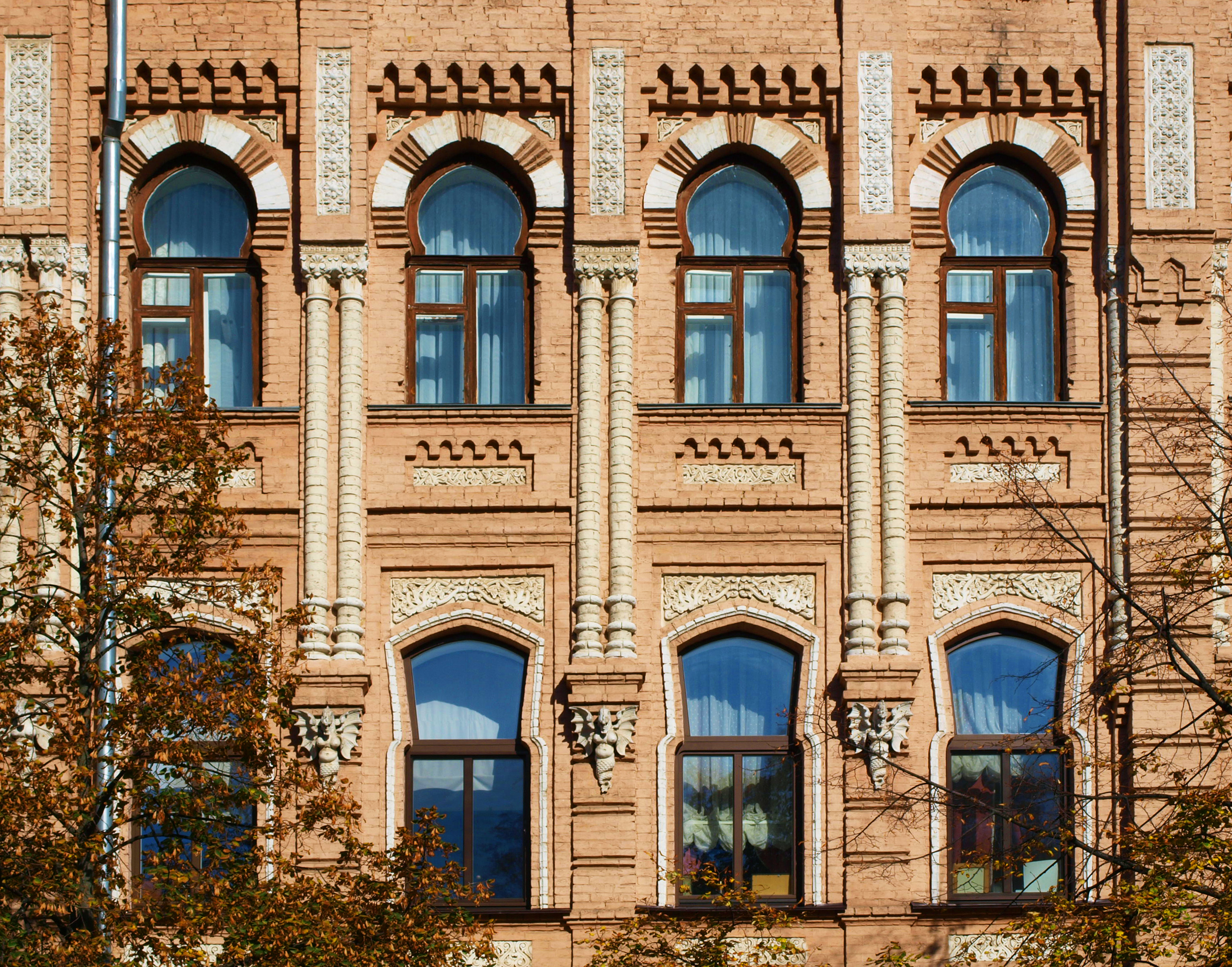
Вікна у мавританському стилі
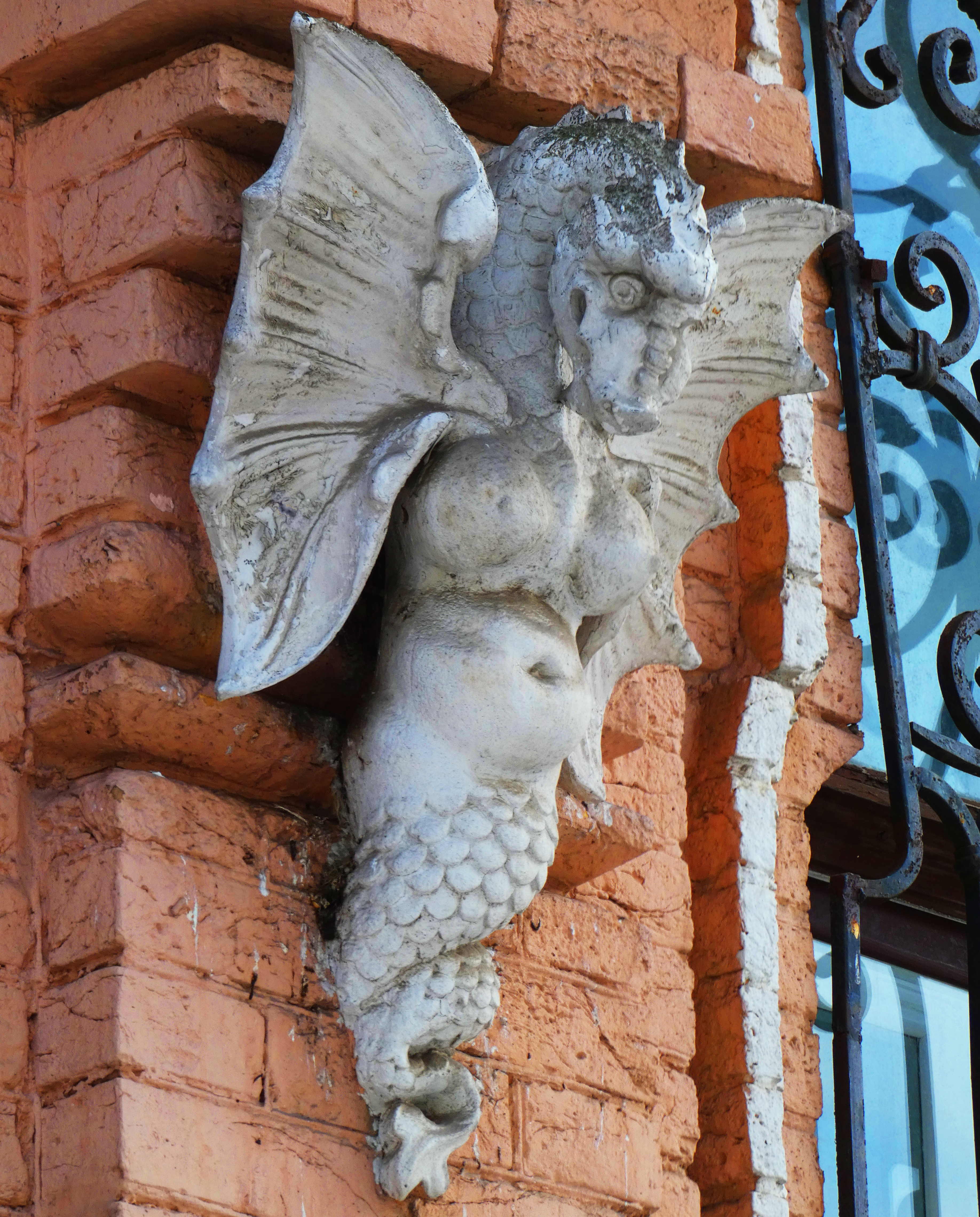
Крилата гурія
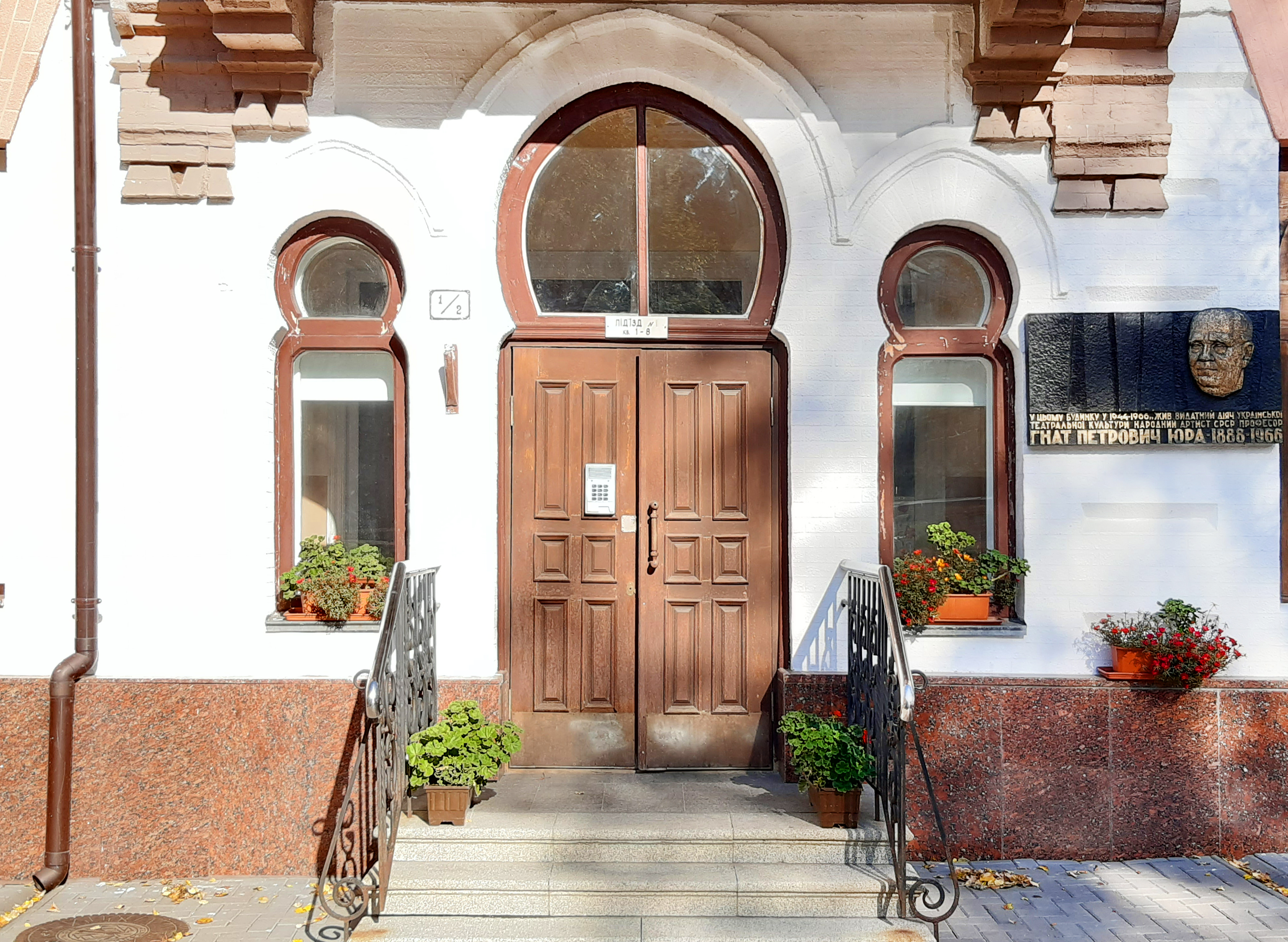
Парадний вхід і меморіальна дошка